# František Hejčík
František Hejčík (* 1. května 1951, Banská Bystrica) je bývalý slovenský hokejista, útočník. Po skončení aktivní kariéry působil jako trenér. Jeho zetěm byl český zpěvák Petr Muk.

## Hokejová kariéra
V československé lize hrál za Slovan Bratislava CHZJD. V roce 1979 získal mistrovský titul.

## Klubové statistiky
| Sezona    | Klub                    | Soutěž  | Základní část | Základní část | Základní část | Základní část | Základní část |
| Sezona    | Klub                    | Soutěž  | Z             | G             | A             | B             | TM            |
| --------- | ----------------------- | ------- | ------------- | ------------- | ------------- | ------------- | ------------- |
| 1977/1978 | Slovan Bratislava CHZJD | 1. liga | 27            | 4             | 4             | 8             | 2             |
| 1978/1979 | Slovan Bratislava CHZJD | 1. liga | 3             | 1             | 0             | 1             | 0             |